# Zuzubalândia (animação)
Zuzubalândia (na versão em inglês Zuzubaland) é uma série de desenho animado brasileira criada pela escritora Mariana Caltabiano.
A série foi baseada no livro Jujubalândia, publicado em 1997, e no programa infantil homônimo. O programa gira em torno de Zuzu, uma fofa abelhinha menina que mora em Zuzubalândia junto com todos os seus amigos. O desenho é voltado ao público de 4 a 8 anos.
Na televisão, a animação foi exibida na América Latina no Boomerang, sendo a primeira produção original brasileira do canal. O SBT adquiriu a série para exibir  no Sábado Animado. Também foi exibida nos canais Cartoon Network e Tooncast.   
Em Portugal, os episódios da animação são oficialmente postados no YouTube desde 2018, no canal "Zuzubalandia Oficial", com a dublagem brasileira.

## Sinopse
A série Zuzubalândia é sobre um reino onde tudo é feito de comida. Tem o bairro das frutas, dos legumes, dos doces, dos sushis e outros alimentos. A personagem principal é uma abelha chamada Zuzu. Ela sonha em ser uma cantora famosa, apesar de ter uma voz terrível.

## Personagens
Zuzu (Voz original: Daniel Costa): Ela é uma fofa pouca abelha menina de olhos verdes, sapatos Mary Jane pretos e nariz cor-de-rosa. Adora cantar, mas não se dá conta de que é uma das piores cantoras do mundo. Ela tem uma autoestima bem alta e acredita fortemente que é uma estrela, uma web diva. 
Brigadeiro (Voz original: Hugo Picchi): Gosta de lutar boxe e judô e é um doce de pessoa. Faz qualquer coisa para defender os amigos.
Laricão (Voz original: Eduardo Jardim): É um cachorro guloso que gosta de deitar e rolar em poças de mostarda e Ketchup. Também é o melhor amigo do Brigadeiro.
Pipoca (Voz original: Luiza Porto): É uma garota que não para quieta. É a melhor amiga de Zuzu. Gosta de falar ao celular e mandar mensagens aos seus amigos.
Suspiro (Voz original: Hugo Picchi) Tem 10 anos, é muito tímido e apaixonado pela Pipoca. Adora fazer guerras de tortas e esquiar nas montanhas de sorvete de creme do reino.
Garfídea (Voz original: Bruna Guerin): É capanga da Bruxa. Solta pum sem querer quando dá muita risada. Ela gosta de ser chamar Kellen.
Fast Food (Voz original: Daniel Costa): É o cara mais rápido do mundo. É o assistente e mensageiro do Rei Apetite. 
Maria Mole (Voz original: Bruna Guerin): É muito preguiçosa, devagar, quase parando. Zuzu e sua turma vivem bolando planos para convencê-la a tomar banho, escovar os dentes, ir para a escola e fazer esportes.
Rei Apetite (Voz original: Hugo Picchi): É o Rei de Zuzubalândia. Tem sotaque italiano e sua frase preferida é "Ma nacha Muzzarela". Ele é o conselheiro das crianças.
Sushiroco (Voz original: Eduardo Jardim): Ele é maluco. Mora nas margens do oceano. Ele trabalha em um restaurante Japonês e no Karaokê. Seus animais de estimação são dois tubarões chamados "Missoshiro" e "Sukiaki", em outubro de 2020, ele foi redesenhado
Bruxa (Voz original: Antoniela Canto): Odeia comida, alegria e o canto da Zuzu. Quer destruir o reino de Zuzubalândia. Mas a única forma de quebrar a magia das avós que protege o reino, é pegando a coroa mágica que o Rei Apetite guarda a sete chaves. Assim como um vampiro, a Bruxa só consegue entrar no castelo se for convidada.

## Episódios
Ao todo são 39 episódios de 7 minutos. Cada episódio traz muito humor e um visual único, com cores vibrantes e detalhes incríveis.
O primeiro episódio foi publicado no canal do Boomerang no Youtube horas antes de sua estreia.
| Título            | Exibição                | Emissora  | Roteiro            | Storyboard                 | Direção de animação            | Direção de arte |
| ----------------- | ----------------------- | --------- | ------------------ | -------------------------- | ------------------------------ | --------------- |
| Brad Pizza        | 25 de maio de 2018      | Boomerang | Mariana Caltabiano | Hector Barbosa             | Fabiano Perez & Hector Barbosa | Cauê Zunchini   |
| A Vassoura        | 02 de junho de 2018     | Boomerang | Mariana Caltabiano | Alexandre Augusto Ferreira | Fabiano Perez & Hector Barbosa | Cauê Zunchini   |
| Abóboras Gigantes | 02 de junho de 2018     | Boomerang | Mariana Caltabiano | Hector Barbosa             | Fabiano Perez & Hector Barbosa | Cauê Zunchini   |
| O Bafo            | 08 de junho de 2018     | Boomerang | Mariana Caltabiano | Hector Barbosa             | Fabiano Perez & Hector Barbosa | Cauê Zunchini   |
| Sopa de Letrinhas | 08 de junho de 2018     | Boomerang | Mariana Caltabiano | Hector Barbosa             | Fabiano Perez & Hector Barbosa | Cauê Zunchini   |
| Ovos de Páscoa    | 15 de junho de 2018     | Boomerang | Mariana Caltabiano | Hector Barbosa             | Fabiano Perez & Hector Barbosa | Cauê Zunchini   |
| Roupas PP         | 29 de junho de 2018     | Boomerang | Mariana Caltabiano | Renato Ferreira            | Fabiano Perez & Hector Barbosa | Cauê Zunchini   |
| Verão eu chego    | 08 de fevereiro de 2019 | Boomerang | Mariana Caltabiano | ¿?                         | Fabiano Perez & Hector Barbosa | Cauê Zunchini   |

## Voz Original
| Personagem      | Voz              |
| --------------- | ---------------- |
| Zuzu            | Daniel Costa     |
| Fast Food       | Daniel Costa     |
| Garfídea        | Bruna Guerin     |
| Maria Mole      | Bruna Guerin     |
| Bruxa Anoréxica | Antoniela Cantú  |
| Pipoca          | Luiza Porto      |
| Laricão         | Eduardo Jardim   |
| Sushiroco       | Eduardo Jardim   |
| Rei Apetite     | Hugo Picchi Neto |
| Suspiro         | Hugo Picchi Neto |
| Brigadeiro      | Hugo Picchi Neto |